# Ekaterina Kalinina
Ekaterina Kalinina née Lorberg, en russe : Екатерина Ивановна Калинина, née le 2 juillet 1882 et morte le 22 décembre 1960, est l'épouse de l’homme politique soviétique Mikhaïl Kalinine, président du Praesidium du Soviet suprême et officiellement chef de l'État soviétique (1938-1946). Elle est internée dans un camp de travail de 1938 à 1946 durant la période des Grandes Purges.

## Biographie
Née dans une famille d'ouvriers agricoles estoniens, elle grandit dans le village d'Esna près de Paide, dans le Gouvernement d'Estonie, dans l'Empire russe. Elle participe activement à la révolution russe de 1905. La même année, elle rencontre Mikhaïl Kalinine à Saint-Pétersbourg avec qui elle s'enfuit en raison de ses activités révolutionnaires. Ils se marient à Riga en 1906 et ont cinq enfants (deux fils et trois filles).
Après la révolution russe de 1917, le couple déménage à Moscou. Le 30 décembre 1922, son époux devient chef du comité exécutif central. Ainsi, elle devient l'une des épouses actives des dirigeants soviétiques. Initialement, le couple vivait dans un appartement du Kremlin qu'ils partageaient avec la famille de Léon Trotsky. Son dévouement à la cause de la révolution communiste est attesté par le fait qu'en 1924, Ekaterina Kalinina dénonce par écrit son propre frère nommée Vladimir qui après une courte enquête, est abattu.
Opposante à la politique de Staline, elle devient militante parmi un groupe de femmes révolutionnaires professionnelles et épouses des membres du groupe stalinien comme Ekaterina Gorbman-Vorochilova, Dora Khazan-Andreeva, et Maria Privorotskaïa-Kaganovitch. Elle est arrêtée le 25 octobre 1938 à la suite des propos tenus de son mari à Nikolaï Boukharine. Torturée dans la prison de Lefortovo, elle est condamnée le 22 avril 1939 à quinze ans d'emprisonnement dans un camp de travail à Chemal. Le 14 décembre 1945, un décret spécial du Présidium ordonne sa libération, qui est signé par le secrétaire du Présidium, et non par son mari, Kalinine. Sa libération s'est produite peu de temps avant la mort de Kalinine. Sa réhabilitation officielle a duré huit ans et elle reçoit finalement un document certifiant « qu'il n'y avait aucune preuve de ses activités anti-soviétiques ».  
Ekaterina Kalinina meurt le 22 décembre 1960 à l'âge de 78 ans.

## Sources
- (en) Cet article est partiellement ou en totalité issu de l’article de Wikipédia en anglais intitulé « Ekaterina Kalinina » (voir la liste des auteurs).